# Eublemma concinna
Eublemma concinna là một loài bướm đêm trong họ Erebidae.